# Флударабин
Флударабин (Флударабина фосфат) — цитостатический препарат, антиметаболит из группы антагонистов пуринов. Обладает весьма выраженной иммуносупрессивной активностью, превосходящей иммуносупрессивную активность меркаптопурина, азатиоприна и метотрексата.
В силу выраженной иммуносупрессивной активности флударабина фосфат получил применение не только по основным показаниям (лимфолейкозы и неходжкинские лимфомы), но и в качестве одного из компонентов режима кондиционирования реципиента при трансплантации костного мозга, а также при лечении острых форм реакций трансплантата против хозяина и реакций отторжения трансплантата.
Флударабина фосфат сам не обладает противоопухолевой активностью при остром миелоидном лейкозе (ОМЛ), однако повышает концентрацию активного метаболита цитарабина в лейкозных клетках, так называемого 5-ара-ЦТФ, и улучшает результаты лечения ОМЛ цитарабином и доксорубицином, что послужило причиной разработки современных протоколов лечения ОМЛ со включением флударабина фосфата - так называемых FLAG-режимов: флударабин-фосфат 30 мг/м2, цитарабин 1.5 г/м2, даунорубицин 40 мг/м2, Г-КСФ.

## Фармакологическое действие
Флударабин является фторированным нуклеотидным аналогом противовирусного средства видарабина, 9-b-D-арабинофуранозиладенина (ара-А), относительно устойчивого к действию аденозиндезаминазы.
Флударабина фосфат быстро дефосфорилируется до 2-фтор-ара-А, который захватывается клетками и затем внутриклеточно фосфорилируется дезоксицитидинкиназой до активного трифосфата – 2-фтор-ара-АТФ. Этот метаболит ингибирует рибонуклеотидную редуктазу, ДНК-полимеразу (альфа, дельта и эпсилон), ДНК-праймазу, ДНК-лигазу, вследствие чего угнетается синтез ДНК. Кроме того, частично ингибируется РНК-полимераза II с последующим снижением белкового синтеза.
К настоящему времени некоторые аспекты действия 2-фтор-ара-АТФ остаются невыясненными, однако можно предположить, что его влияние на синтез ДНК, РНК и белка способствует ингибированию клеточного роста, а основным фактором в этом процессе является ингибирование синтеза ДНК. Исследования in vitro показали, что воздействие 2-фтор-ара-А на лимфоциты больных хроническим лимфолейкозом активируют механизм обширной фрагментации ДНК и апоптоза.

## Фармакокинетика
Фармакокинетика 2-фтор-ара-А исследовалась после в/в введения в виде болюсной инъекции, кратковременной инфузии, после длительной инфузии, а также после приёма внутрь флударабина фосфата.
Исследования с 2-фтор-ара-А продемонстрировали одинаковую фармакокинетическую картину у больных хроническим лимфолейкозом и неходжкинскими лимфомами низкой злокачественности
.
Не было выявлено чёткой корреляции между фармакокинетикой 2-фтор-ара-А и лечебным эффектом препарата у онкологических больных. Однако частота нейтропении и изменения гематокрита указывают на дозозависимый характер цитотоксичности флударабина (в виде угнетения гемопоэза).

### Всасывание
После приёма препарата внутрь Cmax 2-фтор-ара-А в плазме достигаются через 1-2 ч и составляют примерно 20-30% от уровня, определяемого к концу в/в инфузии. Средняя биодоступность находилась в пределах 50-65% после однократного и повторного приёмов. После одновременного приёма препарата с пищей наблюдалось незначительное повышение биодоступности (AUC), незначительно уменьшение Cmax 2-фтор-ара-А и увеличение времени достижения Cmax, при этом Т1/2 в конечной фазе не менялся.

### Распределение и метаболизм
2-фтор-ара-АМФ является водорастворимым предшественником флударабина (2-фтор-ара-А), в организме человека 2-фтор-ара-АМФ быстро и полностью дефосфорилируется до нуклеозида 2-фтор-ара-А. Другой метаболит – 2-фтор-ара-гипоксантин, который является основным метаболитом в организме собаки, обнаруживается в человеческом организме в минимальных количествах.
После разовой инфузии больным хроническим лимфолейкозом 2-фтор-ара-АМФ в дозе 25 мг/м² в течение 30 мин Cmax 2-фтор-ара-А составляет 3.5-3.7 мкМ и достигается к окончанию инфузии. Определение соответствующего уровня 2-фтор-ара-А после пяти введений препарата показали умеренную кумуляцию с Cmax равной 4.4-4.8 мкМ к моменту окончания инфузии. В течение пятидневного лечения уровни 2-фтор-ара-А в плазме увеличились в 2 раза. При этом кумуляция 2-фтор-ара-А после нескольких циклов терапии может быть незначительной.
Исследования in vitro с белками плазмы крови выявили отсутствие тенденции к связыванию 2-фтор-ара-А с белками.

## Выведение
Фармакокинетические процессы после достижения Cmax имеют 3 фазы: начальную – с Т1/2 около 5 мин, промежуточную – с Т1/2 1-2 ч и конечную – с Т1/2 около 20 ч.
Сравнение фармакокинетики 2-фтор-ара-А показало, что в среднем общий клиренс составляет 79 мл/мин/м² (2.2 мл/мин/кг), а средний Vd – 83 л/м² (2.4 л/кг). Полученные данные указывают на высокую индивидуальную вариабельность. После в/в введения и приёма внутрь флударабина фосфата концентрации 2-фтор-ара-А в плазме и AUC увеличиваются в линейной зависимости от дозы, тогда как Т1/2, плазменный клиренс и уровни распределения остаются постоянными вне зависимости от дозы и имеют линейный характер.
2-фтор-ара-А выводится преимущественно почками (от 40 до 60% введённой в/в дозы препарата).
Исследования баланса массы у лабораторных животных с 3H-2-фтор-ара-АМФ показали полное выведение с мочой вещества с радиоактивной меткой.

### Фармакокинетика на внутриклеточном уровне
2-фтор-ара-А активно транспортируется в лейкемические клетки, после чего рефосфорилируется до монофосфата и частично до ди- и трифосфата. 2-фтор-ара-АТФ является основным внутриклеточным метаболитом и единственным из известных метаболитов, обладающих цитотоксической активностью. Максимальный уровень 2-фтор-ара-АТФ в лейкемических лимфоцитах пациентов с хроническим лимфолейкозом наблюдался в среднем к 4 ч после инфузии и характеризовался значительным колебанием от средней величины, составляющей примерно 20 мкМ. Уровень 2-фтор-ара-АТФ в лейкемических клетках был также значительно выше, чем его максимальный уровень в плазме, что указывает на кумуляцию вещества в опухолевых клетках. Период полувыведения 2-фтор-ара-АТФ из клеток-мишеней составляет в среднем от 15 до 23 ч.

### Фармакокинетика в особых клинических случаях
У лиц со сниженной функцией почек наблюдалось уменьшение общего клиренса препарата, что указывает на необходимость снижения дозы.

## Показания
```
  – B-клеточный хронический лимфолейкоз;
  – неходжкинские лимфомы низкой степени злокачественности.
```

## Режим дозирования
Препарат должен применяться под контролем квалифицированного врача, имеющего опыт проведения противоопухолевой терапии.
Рекомендуемая доза для взрослых при в/в введении составляет 25 мг/м² в сутки, ежедневно, в течение 5 дней, через каждые 28 дней.
При хроническом лимфолейкозе лечение продолжают до достижения максимально выраженного эффекта (в среднем проводят 6 циклов), после чего терапию следует прекратить.
При неходжкинских лимфомах лечение Флударой проводят до достижения полной или частичной ремиссии (в среднем 6 циклов). После достижения наибольшего эффекта следует оценить необходимость проведения двух циклов консолидирующей терапии. По данным клинических испытаний, большинство пациентов с неходжкинскими лимфомами получило не более 8 циклов лечения.
Рекомендуемая доза препарата для приёма внутрь составляет 40 мг/м² в сутки в течение 5 дней каждые 28 дней. Таблетки следует принимать целиком, не разжёвывая и не ломая, запивая водой, независимо от приёма пищи.
Пациентам с нарушениями функции почек и КК от 30 до 70 мл/мин дозу препарата уменьшают на 50%. При этом необходим постоянный гематологический контроль для оценки токсичности. При КК менее 30 мл/мин Флудара противопоказана.

## Правила приготовления и введения раствора
Для приготовления раствора лиофилизированный порошок необходимо растворить в 2 мл стерильной воды для инъекций, при этом твёрдая масса должна полностью раствориться в течение 15 сек или быстрее. 1 мл полученного раствора будет содержать 25 мг флударабина фосфата, 25 мг маннитола и натрия гидроксида для поддержания рН на уровне 7.7 (рН раствора должен составлять от 7.2 до 8.2).
Для проведения инфузии в шприц набирают объём раствора, содержащего рассчитанную дозу препарата, и дополнительно разводят 100-125 мл 5% раствора декстрозы или 0.9% раствора натрия хлорида. Длительность инфузии составляет приблизительно 30 мин.
Для проведения в/в инъекции к 10 мл физиологического раствора добавляют объём раствора, содержащего необходимую дозу препарата.
В/в инъекцию проводят медленно.
При приготовлении и использовании раствора Флудары необходимо соблюдать осторожность. Для предотвращения риска воздействия препарата на организм при случайном повреждении флакона или пролитии раствора рекомендовано использование латексных перчаток и защитных очков. В случае попадания раствора на кожу или слизистые оболочки эти участки следует тщательно промыть водой с мылом. В случае попадания в глаза следует тщательно промыть глаза большим количеством воды. Следует избегать вдыхания препарата.
Беременным женщинам работать с Флударой запрещено.
Следует соблюдать необходимые правила использования и уничтожения препарата. Необходимо дать разъяснения по применению и уничтожению препарата в соответствии с правилами использования цитостатических средств. Рассыпанный или оставшийся препарат может быть утилизирован сожжением.

## Побочное действие
Наиболее частые побочные эффекты и реакции, которые в наибольшей степени связаны с применением препарата, приведены ниже в соответствии системам органов. Их частота (типичные >=1%; редкие <1% - >=0.1%) определена на основании клинических испытаний, независимо от наличия причинно-следственной связи с лечением Флударой. Очень редкие (<0.1%) были выявлены на этапе постмаркетинговых исследований.
Со стороны организма в целом: типичные явления - лихорадка, ознобы, инфекция, недомогание, слабость, утомляемость.
Со стороны системы кроветворения: типичные явления - нейтропения, тромбоцитопения, анемия.
Наибольшее снижение числа нейтрофилов в среднем наблюдается на 13 сут от начала лечения, тромбоцитов - на 16сут. Миелосупрессия может быть выраженной и иметь кумулятивный характер. Длительный эффект Флудары в виде снижения числа Т-лимфоцитов может привести к увеличению возникновения оппортунистических инфекций, включая инфекции, возникающие в результате реактивации латентной вирусной инфекции, например, прогрессирующая мультифокальная лейкоэнцефалопатия.
Со стороны обмена веществ: типичные явления - синдром лизиса опухоли, включающий гиперурикемию, гиперфосфатемию, гипокальциемию, метаболический ацидоз, гиперкалиемию, гематурию, уратную кристаллурию и нарушение функции почек. Первыми признаками этого синдрома может быть острая боль в поясничной области и гематурия.
Со стороны ЦНС и периферической нервной системы: типичные явления - периферическая невропатия, нарушения зрения; редко - коматозное и возбуждённое состояние, спутанность сознания; очень редко - неврит зрительного нерва, зрительная невропатия, слепота.
Со стороны дыхательной системы: типичные явления - пневмонии; редко - лёгочные инфильтраты, пневмониты, фиброзы, сопровождающиеся одышкой и кашлем.
Со стороны пищеварительной системы: типичные явления - тошнота, рвота, анорексия, диарея, стоматит; редко - изменение активности ферментов печени и поджелудочной железы, кровотечения из ЖКТ.
Со стороны сердечно-сосудистой системы: очень редко - сердечная недостаточность, аритмии.
Со стороны мочеполовой системы: очень редко - геморрагический цистит.
Дерматологические реакции: типичные - кожная сыпь; очень редко - синдром Стивенса-Джонсона, синдром Лайелла.
Прочие: вне зависимости от аутоиммунных процессов в анамнезе и результатов пробы Кумбса было описано возникновение угрожающих жизни, в некоторых случаях - смертельных аутоиммунных реакций (аутоиммунная гемолитическая анемия, аутоиммунная тромбоцитопения, тромбоцитопеническая пурпура, пузырчатка, синдром Эванса) во время или после окончания применения препарата.

## Противопоказания
- выраженные нарушения функции почек (КК менее 30 мл/мин);
- декомпенсированная гемолитическая анемия;
- беременность;
- лактация (грудное вскармливание);
- повышенная чувствительность к флударабину или другим ингредиентам препарата.

## Беременность и лактация
Препарат Флудара противопоказан к применению при беременности.
При необходимости применения препарата в период лактации следует прекратить грудное вскармливание.
Женщинам детородного возраста во время лечения препаратом, а также в течение 6 мес после его окончания следует использовать противозачаточные средства.
В экспериментальных исследованиях установлено эмбриотоксическое и тератогенное действие препарата.
Доклинические данные показали проникновение флударабина фосфата и/или метаболитов через фетоплацентарный барьер (у крыс).

## Особые указания
При применении Флудары пациенты должны тщательно наблюдаться для раннего выявления симптомов нейротоксичности.
Назначение Флудары должно проводиться с осторожностью после тщательной оценки соотношения риск/польза ослабленным пациентам, пациентам с выраженными нарушениями кроветворения (тромбоцитопения, анемия, гранулоцитопения), с иммунодефицитом или с оппортунистическими инфекциями.
Данные о безопасности применения Флудары у пациентов с нарушениями функции печени отсутствуют. Этой категории пациентов Флудару следует назначать с осторожностью и в тех случаях, когда вероятность успешного результата превосходит потенциальный риск.
Назначение Флудары требует тщательного контроля гематологических показателей для выявления анемии, нейтропении и тромбоцитопении.
Реакция трансфузируемых иммунокомпетентных лимфоцитов против хозяина, возникающая в результате гемотрансфузий, наблюдалась после переливания необлучённой крови больным, получавшим лечение Флударой. Сообщалось о высокой частоте летальных исходов, как следствие этой болезни. Пациентам, нуждающимся в гемотрансфузиях и получающих или получавших Флудару, следует переливать только облучённую кровь.
Синдром лизиса опухоли, возникающий при лечении Флударой, наблюдался у больных с большой опухолевой массой. Так как Флудара может оказать лечебный эффект уже на первой неделе терапии, должна соблюдаться осторожность при лечении больных с риском развития данного осложнения.
На фоне проведения или после прекращения терапии препаратом вне зависимости от предшествующего аутоиммунного анамнеза или результата пробы Кумбса было описано возникновение угрожающих жизни аутоиммунной гемолитической анемии, аутоиммунной тромбоцитопении, тромболитической пурпуры, пузырчатки, синдрома Эванса. У большинства больных с гемолитической анемией развивался повторный гемолитический процесс после возобновления лечения Флударой. Больные, получающие Флудару, должны тщательно наблюдаться на предмет появления признаков гемолитической анемии (снижение уровня гемоглобина и положительная проба Кумбса). При развитии гемолиза рекомендуется прекращение терапии, при необходимости - трансфузия облучённой крови и ГКС.
Во время и после лечения Флударой следует избегать вакцинации живыми вакцинами.
Фертильные мужчины должны применять надёжные методы контрацепции во время и в течение 6 мес после окончания терапии Флударой.
Пациентам пожилого возраста (>75 лет) препарат следует назначать с осторожностью в связи с недостаточностью клинических данных о безопасности применения Флудары.

## Использование в педиатрии
У детей безопасность и эффективность применения препарата не установлены.

## Передозировка
Симптомы: необратимые изменения в ЦНС (нарушение зрения, кома, возможен летальный исход); значительная тромбоцитопения и нейтропения.
Лечение: при необходимости проводят симптоматическую терапию. Специфический антидот отсутствует.

## Лекарственное взаимодействие
Применение флударабина фосфата в комбинации с пентостатином может привести к усилению токсического действия на лёгкие (данная комбинация не рекомендуется, так как может привести к летальному исходу).
Терапевтическая эффективность флударабина фосфата может быть снижена дипиридамолом и другими ингибиторами обратного захвата аденозина.

## Фармацевтическое взаимодействие
Раствор флударабина фосфата нельзя смешивать с другими препаратами.